# Christ's Commission Fellowship
Christ's Commission Fellowship (CCF) est une Église protestante et en même temps une association chrétienne évangélique internationale d'Églises non confessionnelles. Son lieu de culte principal est une megachurch.
L'Église est basée à Pasig, dans le Grand Manille aux Philippines. Son pasteur principal est Peter Tan-Chi.

## Historique
L'Église a commencé en 1982 par un groupe d’étude de la bible avec 3 couples et le pasteur Peter Tan-Chi. En 1984, l'Église a été officiellement fondée et a offert son premier service avec 40 personnes à l’Asian Institute of Management de Makati,.  De 1990 à 1994, en raison de sa croissance, l'Église a tenu ses services au Valle Verde Country Club de Pasig.  En 1997, elle a inauguré des locaux au St-Francis Square, dans un centre commercial.  En 2013, l'Église comptait 40 000 personnes, des églises dans 38 pays et elle a inauguré un bâtiment comprenant un auditorium de 10,000 sièges. En 2016, l'Église a été choisie par le Dangerous Drugs Board (une agence gouvernementale des Philippines) pour offrir un programme de réadaptation pour les toxicomanes. En 2018, l'église compterait 60 000 personnes.
En 2025, l'Église compterait 55,000 personnes .